# Битва при Норее
Битва при Норее, или Битва при Норике — вооруженное столкновение между несколькими римскими легионами и мигрировавшими с Ютландского полуострова племенами германцев, произошедшее возле города Норея в 113 году до н. э.

## Предыстория
В 120 году до н. э. племя варваров — кимвры — во главе с вождем Бойоригом мигрировали с ютландского полуострова на юг Германии, где к ним присоединились тевтоны и амброны, хотя по мнению Теодора Моммзена они соединились с кимврами в 103 году до н. э., после начала кимврской войны. Вскоре варвары подошли к Альпам и заняли дружественный римлянам торгово-ремесленный город таврисков Норею в Норике. Город разграбили, перебили множество жителей, выживших продали в рабство.
Тавриски отправили к римлянам послов с просьбой защитить их от германцев. Сенат повелел консулу Гнею Папирию Карбону выступить против варваров с тридцатитысячным войском и выбить их с земель Норика. Кимвры, наслышанные о военном могуществе римлян, ушли без сопротивления, пообещав впредь не нападать на союзников Рима, однако консулу этого оказалось мало: он дал им проводников, которые повели кимврских посланцев окольным путем, но сам с войском отправился короткой дорогой. Когда кимвры прошли мимо римлян, те напали и умертвили почти всех германцев, лишь несколько из них уцелело. Они принесли сородичам весть о боестолкновении.

## Ход битвы
Вероятнее всего кимвры навязали римлянам бой в лесах Нореи, где римляне были неспособны развернуть боевые порядки. Германцы всей массой напирали на римские части, и за счет численного перевеса нанесли римлянам большие потери, а от полного разгрома римлян спасла лишь гроза. Римляне разбежались по разные стороны и с трудом собрались вместе на третий день. Карбону удалось спастись, впоследствии по решению сената он был сослан и покончил с собой. Римляне не получали поражений от германцев до 105 года до н. э.